# Lomas de Lúcumo
Las Lomas de Lúcumo es un ecosistema estacional del desierto de la costa peruana, con presencia de adaptaciones morfológicas y fisiológicas por la intensa humedad relativa. Tiene una extensión de 1500 hectáreas y abarca los distritos de Pachacámac, Lurín y Villa María del Triunfo. Fueron reconocidos en 2013 como el primer Ecosistema Frágil evaluado según el Informe Técnico n.º 1607-2013-AG-DGFFSDGEFFS.
A mediados de año 1997, la Asociación de pobladores del Centro Poblado Rural (CPR) Quebrada verde empieza el proceso de estructurar el uso del suelo lo cual influye en la decisión de conservar el área de Lomas de Lúcumo formulado en su Plan de Desarrollo Integral. Como consecuencia se llega a la Conformación de la Asociación del Circuito de Ecoturismo de las Lomas de Lúcumo en el año 2003 así como su inscripción en los Registros Públicos en el año 2009.
Tal como las demás lomas costeras del Perú, las Lomas de Lúcumo presentan condiciones ambientales extremas donde en el verano se presencia sequedad y humedad en el invierno donde la flora se adecua a las variaciones estacionales.

## Flora
En las lomas de Lúcumo se ha reportado 118 especies de flora silvestre distribuidas en 102 géneros y 49 familias, de las cuales las familias predominantes fueron :Asteraceae y Solanaceae con 15 y 9 especies; correspondientemente.La vegetación que predomina es herbácea, y cuenta con 23 especies endémicas y 5 con algún estado de conservación.

## Estatus legal
En 2013 el ecosistema Lomas de Lúcumo fue declarado como Ecosistema Frágil mediante el Informe Técnico n.º 1607-2013-AG-DGFFSDGEFFS.